# Scott D. Smith
Scott D. Smith (* 26. März 1953 in Chicago, Illinois) ist ein US-amerikanischer Tonmeister.

## Leben
Smith begann seine Karriere 1975. 1980 arbeitete er an John Landis’ Komödienklassiker Blues Brothers. In den 1980er und 1990er Jahren war er an zahlreichen Actionfilmen beteiligt, darunter Cusack – Der Schweigsame mit Chuck Norris sowie Nico und Alarmstufe: Rot mit Steven Seagal. Für letzteren Film war Smith 1993 erstmals für den Oscar in der Kategorie Bester Ton nominiert. Im darauf folgenden Jahr erhielt er eine weitere Oscar-Nominierung für Auf der Flucht. Für diesen Film wurde er mit dem BAFTA Film Award in der Kategorie Bester Ton ausgezeichnet. Seit Mitte der 2000er Jahre ist Smith verstärkt für das Fernsehen tätig und arbeitete unter anderem an den Fernsehserien Prison Break, Shameless und Chicago P.D. Für sein Mitwirken am Fernsehfilm Dollmaker – Ein Traum wird wahr mit Jane Fonda in der Hauptrolle war er 1984 zudem für einen Primetime Emmy nominiert.

## Filmografie (Auswahl)
- 1980: Blues Brothers (The Blues Brothers)
- 1983: Lockere Geschäfte (Risky Business)
- 1985: Cusack – Der Schweigsame (Code of Silence)
- 1988: Nico (Above the Law)
- 1989: Die Killer-Brigade (The Package)
- 1992: Alarmstufe: Rot (Under Siege)
- 1993: Auf der Flucht (The Fugitive)
- 1998: Auf der Jagd (U.S. Marshals)
- 1999: Echoes – Stimmen aus der Zwischenwelt (Stir of Echoes)
- 2006: Das Haus am See (The Lake House)
- 2011: Harold & Kumar – Alle Jahre wieder (A Very Harold & Kumar 3D Christmas)
- 2011: Source Code

## Auszeichnungen (Auswahl)
- 1993: Oscar-Nominierung in der Kategorie Bester Ton für Alarmstufe: Rot
- 1994: Oscar-Nominierung in der Kategorie Bester Ton für Auf der Flucht
- 1994: BAFTA Film Award in der Kategorie Bester Ton für Auf der Flucht